# Гедстреммен
Гедстреммен  (швед. Hedströmmen) — річка у центральній Швеції, у районі Бергслаген, протікає через лен Вестманланд. Впадає у західну частину озера Меларен. Довжина річки становить 130 км,   площа басейну  — 1060 км².  На річці побудовано 10 малих ГЕС загальною встановленою потужністю 7,5 МВт й з загальним середнім річним виробництвом 32,1 млн кВт·год. 

## Зовнішні посилання
- Карта Гедстреммен[недоступне посилання з липня 2019] на сайті Державного географічного інституту Швеції. (швед.) (англ.)